# Museo del Desierto
El Museo del Desierto es una institución que busca fomentar una cultura ecológica; fue construido bajo el diseño del arquitecto Francisco López Guerra, e inaugurado el 25 de noviembre de 1999.
Cuenta con una amplia colección de fósiles, plantas e incluso con animales autóctonos del desierto mexicano.

## Historia
El Museo del Desierto:
se inauguró el 25 de noviembre de 1999 con la presencia del entonces presidente Ernesto Zedillo y de los Consejeros Directores de la Fundación Amigos del Desierto de Coahuila. Este proyecto fue impulsado para fomentar una cultura ecológica, mostrando, de un modo interactivo, la riqueza de la vida y la evolución de las especies a través del tiempo. 
El proyecto fue concebido en la década de los 90's, cuando se empezaron a realizar importantes descubrimientos en geología, antropología, paleontología y biología en la región, como parte de una colaboración de todas estas áreas.

## Pabellones

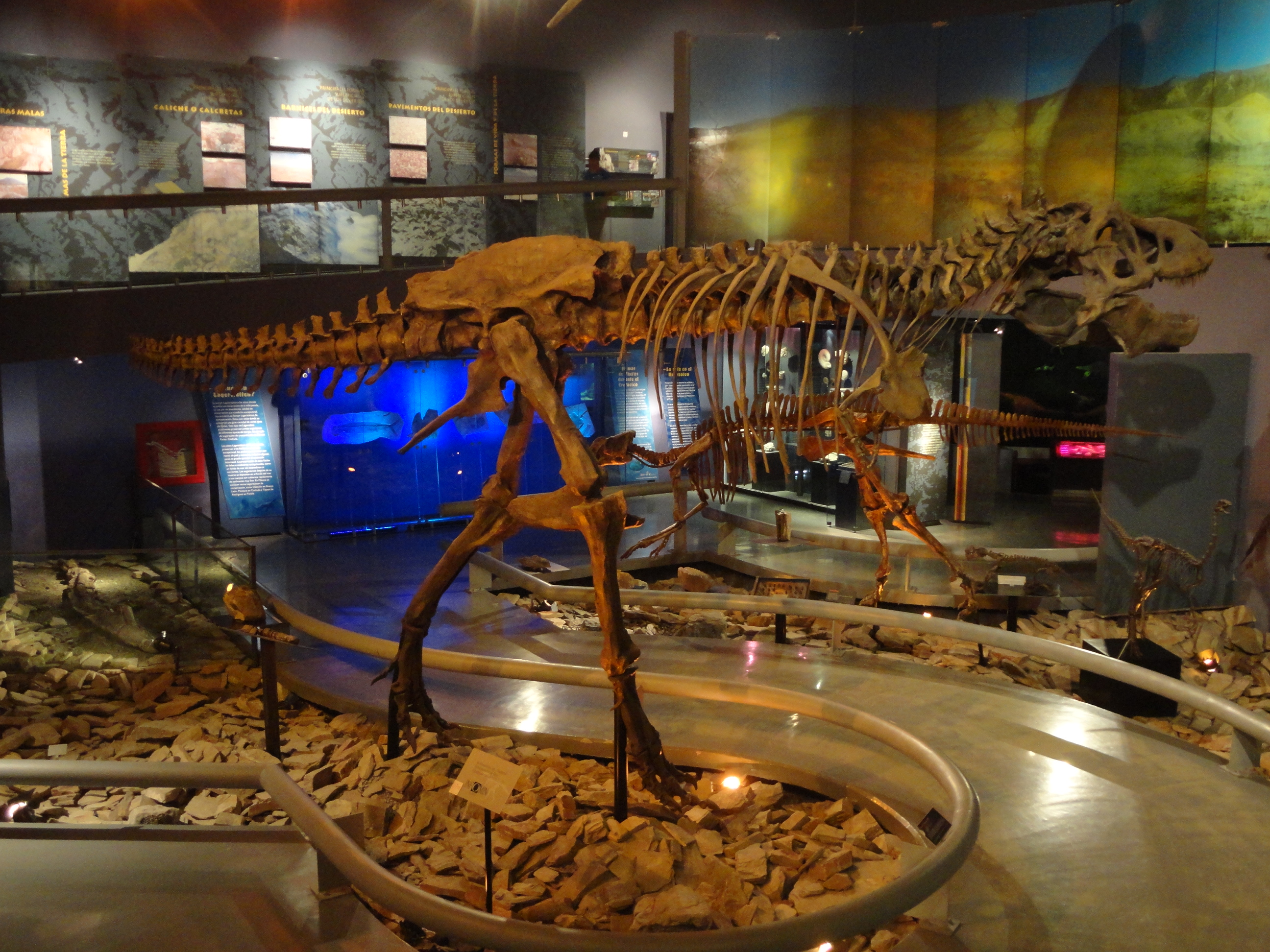
Sala desierto y su pasado.

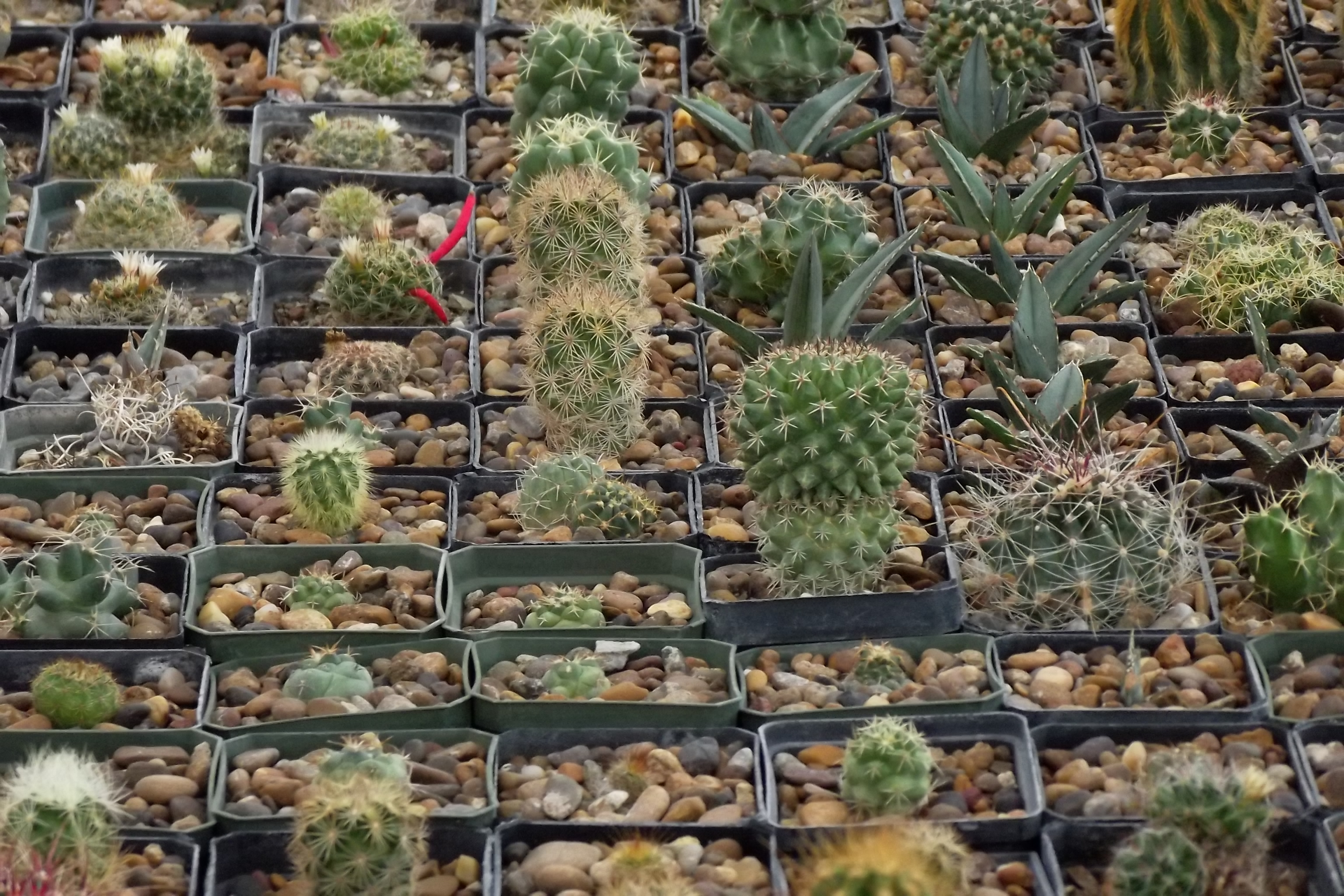
Reproducción de flora local.

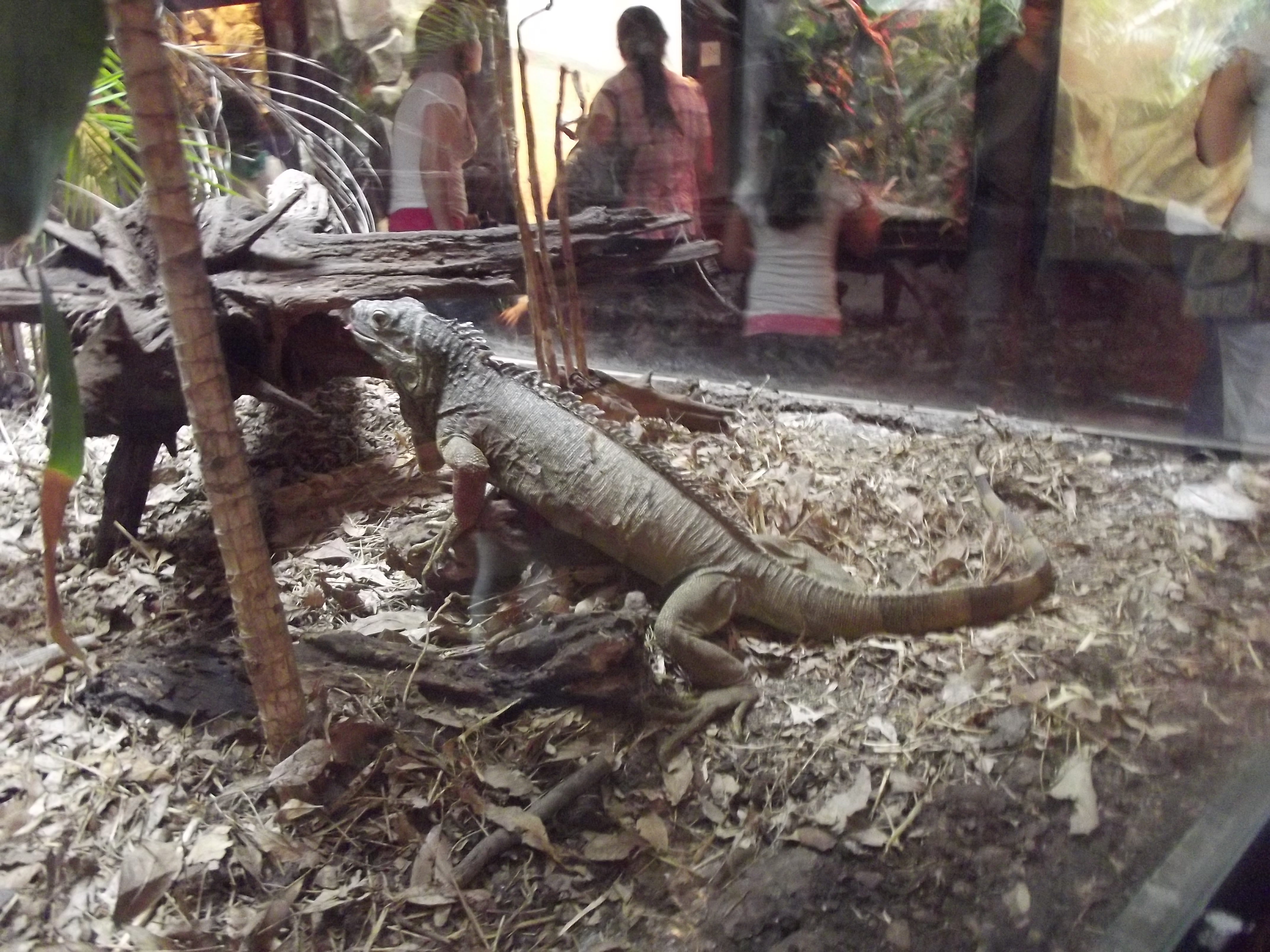
Iguanas en el Laboratorio de la Vida.

La estructura interna del museo se divide en 4 principales pabellones de diferentes temáticas.
- Sala desierto y su pasado: 1600 m²
- El hombre y el desierto: 1000 m²
- Evolución y biodiversidad: 1600 m²
- Ecosistemas: laboratorios de la vida: 1200 m²

### Coahuila en su pasado
Debido a diversos factores como la erosión, ha sido más sencillo descubrir fósiles en los desiertos mexicanos, lo que contribuye a la comprensión de estas formas de vida. Las colecciones mostradas en este pabellón permiten explorar los orígenes de los desiertos. También es posible apreciar la riqueza natural, donde el carbón es el principal mineral que se extrae de esta región.  
También se muestran dinosaurios que vivieron en esta región de nuestro país y se exhiben 4 especies: Isauria, Sabinosaurio, Quetzalcoatlus y el feroz Tyrannosaurus rex, de 17 metros de largo por 5 de altura. 
Cuenta con actividades de interacción en las que se presentan los descubrimientos más recientes en paleontología de la región.

### El hombre y el desierto: Un espacio de encuentros
En este pabellón se muestran principalmente las costumbres y rituales de los nómadas que vivieron en la región. Es posible apreciar sus petrograbados y sus pinturas rupestres, muy características de esta zona. 

### Evolución y biodiversidad
Este pabellón fue inaugurado el 4 de agosto de 2005 y remodelado en el 2014. Presenta los rastros de la evolución a lo largo de los últimos 12 mil años; durante esta época la biodiversidad contaba con mamuts, tigres dientes de sable, osos de cara corta y gonfotéridos. El museo alberga una gran colección de fósiles, entre ellos una colección de 162 especímenes de Salinites grossicostatum.

### El laboratorio de la vida
Pabellón interactivo que nos remonta 70 millones de años atrás, en el que se puede apreciar la mayor cantidad de fauna a través de un biodomo que logra una experiencia única en los visitantes. También cuenta con un laboratorio de Herpetología en donde los especialistas trabajan con los reptiles que viven en el museo.

## Galería
|                                   |
| Cráneo de Velafrons coahuilensis. |

|                               |
| Laboratorio de paleontología. |

|                     |
| Reptil mamiferoide. |

|                  |
| Trilobite fósil. |

|              |
| Pterosaurio. |

|               |
| Sabinosaurio. |

|            |
| Pez fósil. |

|                   |
| Borrego cimarrón. |

|           |
| Tortugas. |

|                         |
| Modelos de dinosaurios. |